# Calle Johansson (artist)
Carl "Calle" Johansson, född 21 juli 1884, död 1951, var en svensk sångare och revyartist.
Han debuterade vid en friluftsfest i Galghagen utanför Nyköping 1904. Han turnerade därefter i hela Sverige som artist, under 1920-talet upptädde han tillsammans med Ernst Rolf på Cabaret Svarta Katten. Han spelade även in ett flertal grammofonskivor.